# Ango Sakaguchi
Ango Sakaguchi (坂口 安吾 Sakaguchi Ango?,  Niigata, Japón, 20 de octubre de 1906 - Kiryū, Japón, 17 de febrero de 1955), nacido bajo el nombre de Heigo Sakaguchi (坂口 炳五 Sakaguchi Heigo?), fue un novelista y ensayista japonés. Junto a Osamu Dazai y Sakunosuke Oda, se le considera como uno de los denominados buraiha, un grupo de escritores disolutos que expresaron su ausencia de objetivos y crisis de identidad luego de la Segunda Guerra Mundial.

## Vida y carrera
Ango Sakaguchi, cuyo nombre de nacimiento era Heigo Sakaguchi, nació el 20 de octubre de 1906 en la ciudad de Niigata, Japón. Fue el duodécimo de los trece hijos de Asa y Ni'ichirō Sakaguchi, un político y poeta que ejercía como presidente del periódico local Niigata Shinbun. Nació en medio de un Japón perpetuamente en guerra. Algunos de sus hermanos fueron Kinu, Yuki, Shiu, Nui, Hozue y Kenkichi Sakaguchi.
Para la edad de dieciséis años, Sakaguchi ya tenía bien en claro sus deseos de ser escritor. A los diecisiete, se mudó a Tokio luego de haber golpeado a un maestro que le atrapó fugándose de la escuela. Su padre murió de cáncer cerebral al año siguiente, dejando a su familia endeudada. A la edad de veinte años, luego de finalizar sus estudios secundarios, Sakaguchi enseñó durante un año como maestro sustituto. Se involucró en el budismo y asistió a la universidad para estudiar filosofía india, graduándose a la edad de veinticinco. Durante su carrera como estudiante, Sakaguchi fue muy vocal en sus opiniones.
Luego de su graduación, escribió varias obras de literatura, recibiendo elogios de escritores como Shin'ichi Makino. Su carrera literaria comenzó alrededor del mismo tiempo que la expansión de Japón en Manchuria. Conoció a su futura esposa, Tsuseko Yada, a los 27 años. Su madre murió en 1944, en medio de la Segunda Guerra Mundial.
Sakaguchi fue uno de los jóvenes escritores japoneses que emergieron en los años posteriores de la derrota de Japón en la Segunda Guerra Mundial. En 1946, escribió su ensayo más famoso, titulado Darakuron (Discurso en decadencia), en el cual examina el papel del bushidō durante la guerra. Su punto de vista en este ensayo demuestra que veía al Japón de la posguerra como "decadente", pero aun así más veraz que un Japón construido sobre ilusiones, tal como el bushidō (el ensayo en sí no hace ninguna referencia sobre el significado de la decadencia).
Sakaguchi luchó para lograr su reconocimiento como escritor por años, antes de finalmente encontrarlo con su obra A Personal View of Japanese Culture en 1942, y una vez más con Darakuron en 1946. En 1953, Sakaguchi tuvo un hijo con su segunda esposa, Tsunao Sakaguchi, quien es fotógrafo. Murió de un aneurisma cerebral a los 48 años, en 1955. Su tumba se encuentra en Niigata.

## Obras traducidas al castellano
- La tesis decadente (traducción de Juan Agustín Onís Conde. Evaristo Editorial, 2015).
- Sobre la decadencia (traducción de Lucía Hornedo Pérez-Aloe. Satori Ediciones, 2020).
- En el bosque, bajo los cerezos en flor (traducción de Susana Hayashi. Satori Ediciones, 2013).
- Nichigetsu-sama (traducción de Matías Chiappe Ippolito. El Colegio de México, 2020).
- Ango Sakaguchi, farsas y ensayos (traducción de Matías Chiappe Ippolito y Mónica Kogiso. Evaristo Editorial, 2023).